# ソビエト (和歌山県)
ソビエトは、和歌山県西牟婁郡すさみ町にある無人島である。地元ではソビエットとも呼ばれる。

## 概要
ソビエトは、本州最南端である潮岬の西方、すさみ町見老津沖に位置し、陸ノ黒島、沖ノ黒島の沖に連なる。大きさは10メートル×5メートル、高さ5メートル程度で一度に上陸できるのは数名であり、海岸を走る国道42号からは沖ノ黒島の陰に隠れて見ることはできない。釣り人の間では、波が非常に荒いものの、釣果のよい釣り場として知られている。
ソビエトは、日本の領海の基点となる島のひとつである。日本には領海の起点となる離島が約500あるが、その中には本島のように正式な名称がない無人島が多数含まれていた。日本政府は、2014年6月の離島の保全策を検討する政府の有識者懇談会の提言を受けて、同年8月1日にこのうちの本島を含む158の島の名称を決定し、内閣官房総合海洋政策本部のウェブサイトで公表した。日本の領海を主張するために離島に公式に付した名称が他国の名称と偶然に一致したという話題性から、命名直後から複数のマスメディアでこの島名が取り上げられた。
島の名称は地元住民が使っている通称を採用したケースが多く、この島の名称である「ソビエト」も釣り人に古くから言い伝えられてきたものとされる。なぜ「ソビエト」と呼ばれるのかその由来は明らかではないが、地元では島や岩がそびえたつ様子から名付けられた、陸から最も離れているため「ソトガワ」と呼ばれていたのが転訛した、といった説が確認される。いずれにしてもソビエト社会主義共和国連邦と直接の関連を有する可能性は低いが、ソ連は日本から遠かったので遠さを表すためにこの名称としたとする説もある。尚、すさみ町には見老津の東隣の江須崎沖にも「ソビエト」、「沖のソビエト」と呼ばれる島が存在する。